# Malaysian Road Transport Department

Logo JPJ

Das Malaysian Road Transport Department (Bahasa Malaysia: Jabatan Pengangkutan Jalan Malaysia) ist eine im Jahr 1937 gegründete Regierungsorganisation mit Sitz in Putrajaya, die dem malaysischen Transportministerium untersteht. Zu den Aufgaben gehören sowohl die Funktion als Fahrerlaubnisbehörde als auch Zulassungsstelle, außerdem ist es per Gesetz für die Durchsetzung der Straßenverkehrsordnung zuständig.

## Geschichte
1937 wurde das „Road Transport Board“ durch Erlass der britischen Militärbehörde gegründet. Im Jahr 1946 wurde die Behörde im Rahmen der Etablierung einer unabhängigen Verwaltungsorganisation dem „Office of the Registrar and Motor Vehicles“ unterstellt und die Zuständigkeit der Behörde auf ganz Malaysia ausgeweitet. Vor dem Jahr 1937 waren die Verkehrsangelegenheiten nur in Bundesstaaten Lower Perak, Selangor, Negri Sembilan und Pahang behördlich reguliert. Im Jahr 1947 wurde das Road Transport Department gegründet und schließlich im Jahr 1953 eine neue Verkehrsordnung erlassen. Mit dieser Handlung wurde der Erlass aus dem Jahr 1937 außer Kraft gesetzt.